# バークリー子爵
バークリー子爵（バークリーししゃく、英: Viscount Bulkeley）は、アイルランド貴族の爵位。1644年に創設され、1822年に廃絶した。

## 歴史
アングルシー島の名士、サー・リチャード・バークリー(1533–1621)の息子トマス・バークリー}(1585–1659)はイングランド内戦でチャールズ1世を支持して、1644年1月6日にチャールズ1世によりアイルランド貴族であるティペラリー県ケッシェルにおけるバークリー子爵（Viscount Bulkeley of Cashel, co. Tipperary）に叙された。以降2代子爵から7代子爵まで6代にわたり庶民院議員を務めた。
7代子爵トマス・ジェームズ・バークリー(1752–1822)はサー・ジョージ・ウォレン(1735–1801)の娘で相続人であるエリザベス・ハリエット・ウォレン(c.1760–1826)と結婚して、義父の死後の1802年に「ウォレン」を姓に加えった。また、政界ではホイッグ党に属したが、1783年のフォックス＝ノース連立内閣以降は小ピット支持に転じたことで、1784年5月14日にグレートブリテン貴族であるアングルシー州ビューマリスのバークリー男爵（Lord Bulkeley, Baron of Beaumaris, co. Anglesey）に叙された。
7代子爵が1822年に急死すると、継承者がいなくなり爵位はすべて廃絶した。バークリー家の遺産は7代子爵の母の再婚相手第8代準男爵サー・ヒュー・ウィリアムズ(c.1718–1794)の孫第10代準男爵サー・リチャード・ウィリアムズ(1801–1875)が相続し、リチャードは1827年に「バークリー」を姓に加えた。エリザベス・ハリエットが1826年に死去すると、その遺言状に基づき遠戚（22等親、ninth cousin twice removed）の第4代準男爵サー・ジョン・ボーレイス・ウォレン(1800–1863)が相続した。

## バークリー子爵（1644年）
- 初代バークリー子爵トマス・バークリー（英語版）（1585年 – 1659年）
- 第2代バークリー子爵ロバート・バークリー（英語版）（1630年ごろ – 1688年）
- 第3代バークリー子爵リチャード・バークリー（英語版）（1658年ごろ – 1704年）
- 第4代バークリー子爵リチャード・バークリー（英語版）（1682年 – 1724年）
- 第5代バークリー子爵リチャード・バークリー（1707年 – 1739年）
- 第6代バークリー子爵ジェームズ・バークリー（1717年 – 1752年）
- 第7代バークリー子爵トマス・ジェームズ・ウォレン＝バークリー（1752年 – 1822年）